# شرى غلفانية
شرى غلفانية (بالإنجليزية: Galvanic urticaria)‏ هي شرى تم وصفُها بعد التعرض لِجهازٍ غلفاني (كهربائي) يُستخدم لعلاجِ فرط التعرق.:155